# 烟酸铬
烟酸铬（英语：Chromium nicotinate）是三价铬的烟酸盐。可用于某些营养产品中的铬补充剂。它出现在被称为医用食品的产品中，用于与2型糖尿病有关的疾病的营养剂。每分子烟酸铬中含有三个烟酸根离子。多烟酸铬（Chromium polynicotinate）指三烟酸盐和二烟酸盐的混合物，前者成分居多。